# Томі Горват
Томі Горват (словен. Tomi Horvat, нар. 24 березня 1999, Мурська Собота, Словенія) — словенський футболіст, півзахисник австрійського клубу «Штурм» та національної збірної Словенії.

## Ігрова кар'єра

### Клубна
Томі Горват народився у місті Мурська Собота і займатися футболом починав у місцевому клубі «Мура». Пізніше він перебрався до футбольної академії клубу «Марибор», де займався чотири роки. Але на професійному рівні футболіст дебютував у складі рідного клубу «Мура» влітку 2018 року. У клубі Горват провів чотири повноцінні сезони, брав участь у матчах єврокубків.
Влітку 2022 року Горват перейшов до австрійського клубу «Штурм». І вже в липні дебютував у австрійській Бундеслізі.

### Збірна
У 2021 році у складі молодіжної збірної Словенії Тімо Горват брав участь у домашньому молодіжному чемпіонаті Європи. Але весь турнір провів запасним і на поле так і не вийшов.
29 березня 2022 року у товариському матчі проти команди Катару Тімо Горват дебютував у складі національній збірній Словенії.

## Титули і досягнення
- Володар Кубка Словенії (1):

«Мура»: 2019-20
- Чемпіон Словенії (1):

«Мура»: 2020-21
- Володар Кубка Австрії (2):

«Штурм»: 2022-23, 2023-24
- Чемпіон Австрії (2):

«Штурм»: 2023-24, 2024-25